# Meniscium giganteum
Meniscium giganteum är en kärrbräkenväxtart som beskrevs av Georg Heinrich Mettenius. Meniscium giganteum ingår i släktet Meniscium och familjen Thelypteridaceae. Inga underarter finns listade.